# Nymphon aequidigitatum
Nymphon aequidigitatum är en havsspindelart som beskrevs av Haswell, W.A. 1885. Nymphon aequidigitatum ingår i släktet Nymphon och familjen Nymphonidae. Inga underarter finns listade i Catalogue of Life.